# Herb gminy Olszewo-Borki
Herb gminy Olszewo-Borki – jeden z symboli gminy Olszewo-Borki, ustanowiony 30 maja 2014.

## Wygląd i symbolika
Herb przedstawia na tarczy  w polu czerwonym trzy miecze rycerskie, z których
dwa skrajne są ułamane. Głowice, trzony i jelce rękojeści mieczy złote a obosieczne ostrza głowni srebrne.